# Dick Figures: The Movie
Dick Figures: The Movie é um filme de animação de comédia, escrito, dirigido e estrelado por Ed Skudder e Zack Keller. A produção independente foi distribuída pela Mondo Media e é baseada na série animada Dick Figures, de Ed Skudder. Trata-se do primeiro longa-metragem original produzido pela Six Point Harness'. O filme foi lançado em 17 de setembro de 2013 e disponibilizado para download em várias plataformas independentes de streaming, tais como iTunes, Amazon Instant Video, Google Play, PlayStation Network, Xbox Video, Vudu, Netflix, Hulu e Yekra. Em seguida, foi distribuído pelo YouTube em 12 capítulos no decorrer de 3 meses.

## Elenco
- Ed Skudder: Red (Vermelho), Raccoon (Guaxinim), Cpt. Crookygrin, Sr. Dingleberry, Jacques Bond, Nep-Dawg, Garota Japonesa, vozes adicionais
- Zack Keller: Blue (Azul), Narrador, Shaw, Rapaz Japonês, Trollz0r
- Shea Logsdon: Pink (Rosa)
- Lauren Kay Sokolov: Stacy
- Mike Nassar: Broseph
- Eric Bauza: Lorde Takagami
- Ben Tuller: Lorde Tourettes (Lorde Tique-Nervoso)
- Chad Quandt: Chad-Gendarmerie
- Nick Ainsworth: Umbrella Salesman
- John Dusenberry: Ghetto Cutter
- Brock Gallagher: Bully e Dock Worker
- Ashley Shelhon: operadora do serviço de resgate
- Rob DenBleyker e Dave McElfatrick: guardas
- David Haley
- Brendan Haines
- Tom "TomSka" Ridgewell: Policial Francês
- Lynn Wang: Mão francesa (não creditado)